# 타인을 위한 생명보험
타인을 위한 생명보험은 수익자와 보험계약자가 다른 경우를 말한다. 보험계약자와 피보험자가 다른 생명보험인 타인의 생명보험과 구별된다. 